# Stužica

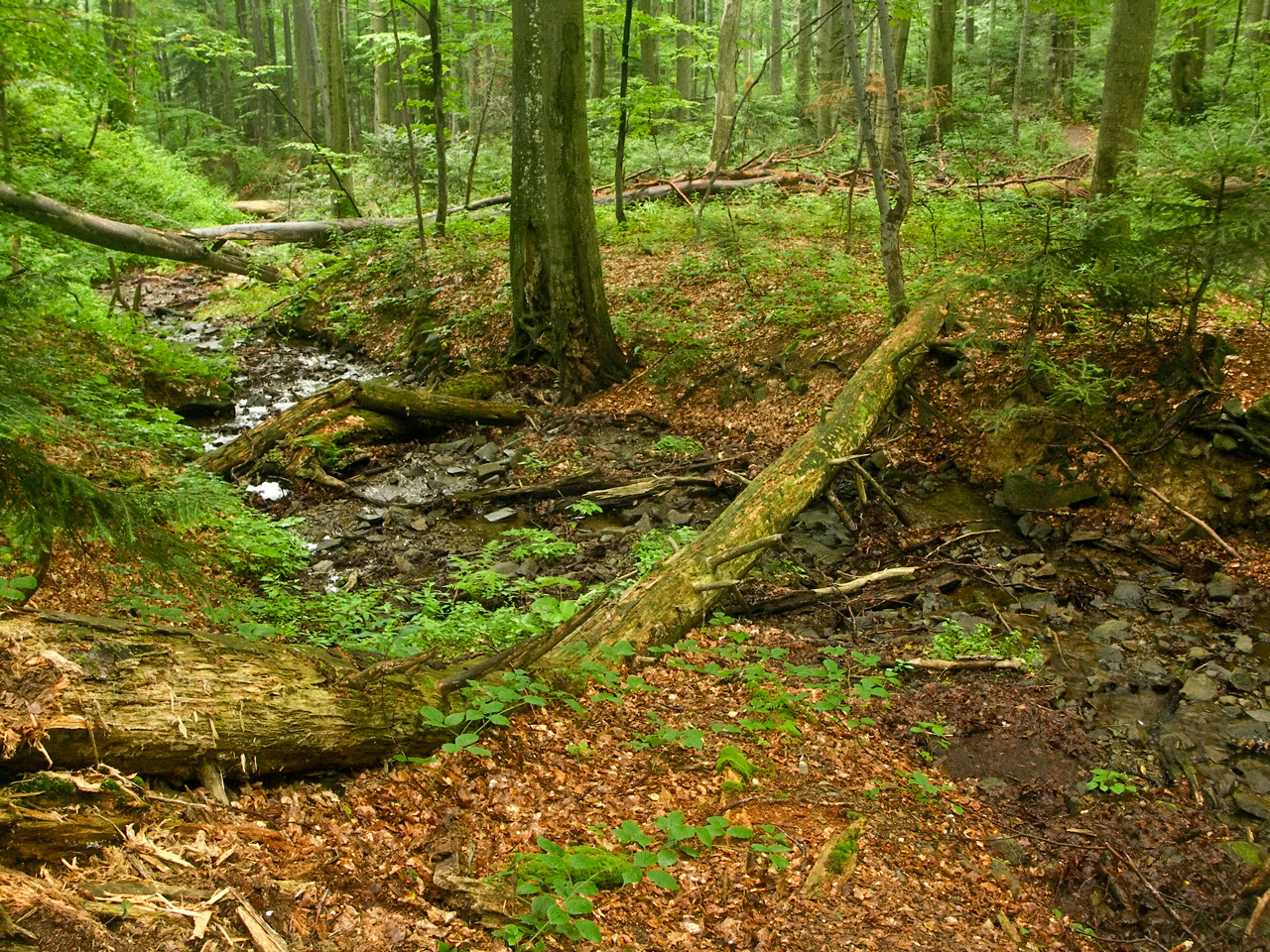
Las bukowy Stužica

Stužica – unikatowo zachowany fragment bukowego lasu pierwotnego położony w Górach Bukowskich w Parku Narodowym Połoniny na Słowacji, w pobliżu granicy z Polską i Ukrainą.
Las jest obszarem chronionym od 1903, a w 1993 stał się narodowym pomnikiem przyrody. Obszar został zapisany na listę światowego dziedzictwa UNESCO w 2007 r. wraz z innymi karpackimi lasami bukowymi na Słowacji i na Ukrainie.
Stužica leży w gminie Nová Sedlica, w powiecie Snina, w kraju preszowskim.
Po stronie ukraińskiej znajduje się obszar chroniony i miejscowość Stużycia.